# Kígyó-sziget
A Kígyó-sziget (ukránul Острів Зміїний, románul Insula şerpilor) egy 17 hektár területű Ukrajnához tartozó sziget a Fekete-tengerben, a Duna-deltával szemben. Közigazgatásilag az Odesszai terület Izmajili járásához tartozik. Maga a sziget Ukrajnához tartozik, de a kontinentális talapzat egy részére Románia is igényt tartott. Az ukrán álláspont szerint a sziget lakott, ami jogot biztosít számukra a kontinentális talapzatra, ezt azonban a román fél vitatta, ezért 2004 szeptemberében a Nemzetközi Bírósághoz fordult. 2007-ben a szigeten létrehozták Bile települést. A sziget körüli talapzat területi határait a Nemzetközi Bíróság 2009-ben állapította meg, aminek nyomán Románia a vitatott tengeri terület közel 79%-át, Ukrajna a 21%-át kapta. 2022 első felében az orosz hadsereg néhány hónapig megszállás alatt tartotta.

## Földrajz

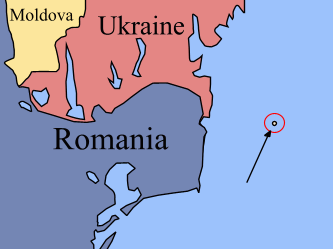
A Kígyó-sziget fekvése

A sziget a Fekete-tengerben, a Duna-deltától 37 kilométerre keletre fekszik. Területe mindössze 17 ha. Jelentőségét a hozzá tartozó kontinentális talapzat szénhidrogénkincse adja.

## Történelem
A Kr. e. 6. században a görögök templomot építettek a szigeten Akhilleusz tiszteletére. Később török uralom alá került, egészen 1788-ig. Az orosz–török háború után Oroszországhoz, majd a krími háború után újra Törökországhoz került.
Románia 1879-ben vette birtokba a Kígyó-szigetet. Az 1947-es párizsi békeszerződés a Szovjetuniónak ítélte, amivel egyetértett az 1961-es román-szovjet szerződés is. Az 1997-es román-ukrán alapszerződés leszögezte, hogy a két ország között nincsenek vitatott területi kérdések.
2022. február 24-én, Ukrajna 2022-es orosz inváziójának első napján két orosz hadihajó, a Vaszilij Bikov őrhajó és a Moszkva rakétás cirkáló támadta a szigetet. Ugyanazon a napon, egy második támadás során a szigetet megszállták az orosz erők. A csata során az ukrán határőrség nem adta meg magát, így a teljes személyzet, 13 fő hadifogságba került.
A sziget orosz elfoglalása után az ukrán erők hadműveletet indítottak az orosz hadsereg kiűzésére a szigetről. Több mint négy hónapig támadták a szigeten lévő orosz erőket és a szigetre csapatokat szállító orosz hajókat. A sziget elleni ukrán támadásokban kiemelt szerepe volt a HIMARS rakétarendszernek. Az ukrán támadások eredményeként az orosz megszálló erők 2022. június végén elhagyták a szigetet.
2023. július 8-án, a sziget felszabadításának egy éves évfordulója után Volodimir Zelenszkij elnök Kirilo Budanov, a katonai hírszerző szolgálat vezetője és Andrij Jermak, az elnöki hivatal vezetője kíséretében meglátogatta a Kígyó-szigetet.
A sziget ellen 2023. július 13-án az orosz erők légitámadást hajtottak végre, ennek során egy repesz-romboló légibomba találta el a területet.

## Népesség
A szigeten kb. 70 fő él. Itt állomásozik egy ukrán légvédelmi alakulat és egy határőrőrs; a civil lakosság nagyrészt építőmunkásokból, geofizikusokból, szeizmológusokból áll. Az ukrán parlament határozatot hozott egy település létesítéséről a szigeten, alátámasztandó érvelését, mely szerint a sziget lakott, így a nemzetközi jog értelmében igényt tarthat a kontinentális talapzatra.

## Lásd még
- Románia szigeteinek listája
- Kígyó-szigeti csata